# 안릉 (고려)
안릉(安陵)은 개풍구역 고남리에 위치한 고려 제3대 정종과 정종의 제1비 문공왕후 박씨의 능이다.